# Engström Motorsport
Engström Motorsport – szwedzki zespół wyścigowy założony w 1991 roku przez szwedzkiego kierowcę wyścigowego Tomasa Engströma. W historii startów ekipa pojawiała się w stawce Camaro Cup, Swedish Touring Car Championship, World Touring Car Championship, Scandinavian Touring Car Championship oraz European Touring Car Cup. W Swedish Touring Car Championship zespół współpracował w latach 1998-2001 z Chryslerem i startował pod nazwą Chrysler Racing Team Sweden. Od 2002 roku ekipa korzysta z samochodów Hondy.
Zespół wielokrotnie borykał się z problemami finansowymi. W kwietniu 2014 roku Szwedzka Agencja Podatkowa podała, że ekipa ma długi w wysokości 230 tys. szwedzkich koron. Na 5 maja ogłoszono termin spłaty długów. Początkowo szukano kupca dla zespołu, ale w maju 2014 roku oficjalnie ogłoszono bankructwo.